# Обыден, Михаил Васильевич
Михаил Васильевич Обыден (1896—1966) — генерал-майор технических войск, участник Первой мировой, Гражданской, Великой Отечественной и советско-японской войн.

## Биография
Родился 15 ноября 1896 года в селе Богородицкое Медвеженского уезда Ставропольской губернии. Детство, до призыва в ряды старой царской армии проживал в станице Ново-Александровской Кубанской области, где окончил 2-х классное училище и начал с 11 лет работать поденно на железной дороге по ремонту пути.
В 1916 году по досрочной мобилизации призван в царскую армию и до 1917 года служил рядовым 1-й Кавказской Отдельной телеграфной роте в Эрзуруме, где и находилось во время февральской революции.
В апреле 1918 году добровольно вступил в РККА.
В составе 2-го Таманского Кавалерийского полка, вместе с войсками  Северного Кавказа отступил в г. Астрахань.
В партии вступил в мае 1919 года и был принят Селенскм Райкомом в г. Астрахани. Партийным взысканиям не подвергался. В оппозициях не состоял. В других партиях не состоял. В периоде оппозиции 1921 года находился в г. Ростов-на-Дону, работая на должности военного комиссара военных сообщений Северо-Кавказского военного округа, где и работал до августа 1925 года. В 1925-1929 года находился в Ленинграде, слушателем военного отделения Ленинградского института путей сообщения. В 1929 и 1933 гг. парторганизацией Ленинградского института путей сообщения, а в 1933 году парторганизацией Военно-транспортной академии РККА выделялся членом комиссии по чистке рядов ВКП/б/.
В Старой царской армии учебных заведений не окончил и не учился. Служил рядовым в саперных частей.
В 1920 году участвовал по партийной мобилизации в ликвидации банд Маслака в районе Сальска.
В белых армиях не служил и в плену не находился.
В 1941 году в августе вместе с младшим сыном Константином (1922—2004) вступила добровольно в ряды ополчения.
Участвовал в Первой мировой, Гражданской, Великой Отечественной и советско-японской войн.
Умер 3 октября 1966 года в Москве.
Похоронен на Востряковском кладбище.

### Звания
- Полковник.
- Генерал-майор (20 декабря 1943).

### Награды
- Орден Красной Звезды (1936);
- Медаль «XX лет Рабоче-Крестьянской Красной Армии» (1938).
- Орден Красного Знамени (1943,1944);
- Орден Отечественной войны I степени (1944)[1];
- Орден Ленина (1945);
- Медаль «За оборону Москвы» (1944);
- Медаль «За победу над Германией в Великой Отечественной войне 1941—1945 гг.» (1945);
- Медаль «За победу над Японией» (1945).
- Медаль "В память 800-летия Москвы" (1948).
- Юбилейная медаль "30 лет Советской Армии и Флота" (1948).